# Buta Chakil

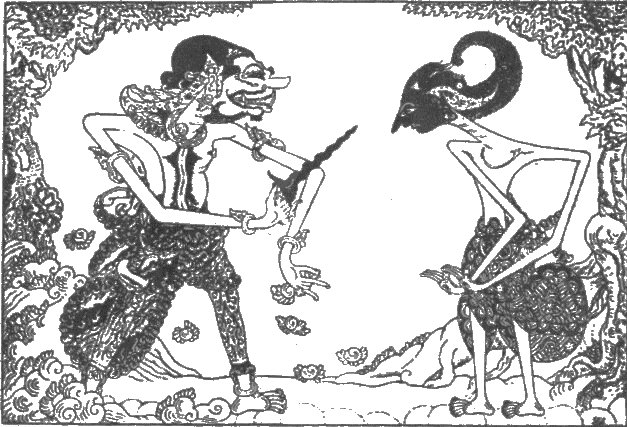
El gigante javanés Buta Chakil.

Buta Chakil es un gigante con la mandíbula inferior más larga que la superior. A diferencia de la mayoría de los personajes del folclor javanés, este personaje no proviene de la India sino que fue creado en la propia isla de Java.
Posiblemente la palabra javanesa buta (gigante) proviene del sánscrito bhūta (‘fantasma’).
En un espectáculo de marionetas wayang, el gigante Chakil siempre lucha contra guerreros como el pándava Aryuna ―protagonista del Majabhárata (texto epicorreligioso indio del siglo III a. C.)― cuando Aryuna desciende de la montaña en una guerra kembang de arrojar flores. La figura de Chakil no es grave sino solamente humorística, aunque en realidad es un personaje simbólico que nunca se rinde y siempre lucha hasta el final, porque en estas historias Chakil siempre muere por su propia daga.
En la tradición de guerra Surakarta, en la que se debaten los conflictos, la lucha de un caballero que ha dominado algunas habilidades ―como Chakil― es arruinada por su líder ciego.
El ciego
Chakil pertenece a la familia de las marionetas gigantes. Sin embargo, él es diferente de las marionetas gigantes ordinarias (buto: ‘gigante’). Chakil no es grande, sino que es delgado como un ser humano y posee un rostro extraordinariamente feo, con grandes colmillos.
Este gigante de ojos rasgados se caracteriza por padecer de prognatismo (la mandíbula inferior se adelanta a la superior), de manera que este gigante se llama Chakil.
Las marionetas de este tipo por lo general tienen el rango de comandante del reino celestial gigante Sabrang o Setra Gandamayit.
Básicamente un gigante Chakil no tiene un nombre y asume una identidad como líder y Udawa Setiyaki. Sin embargo, hay algunos nombres de Chakil que se han estandarizado por el nombre del rey al que sirve el gigante. Por ejemplo el Chakil de los cielos se llama Dityakala Niromaya setragandamayit, el Chakil del país Alengka se llalma Ditya Kalamaricha y Ditya Janggisrana. El nombre de un Chakil no es adecuado cuando se escribe en caracteres no estándar. El nombre de un Chakil también a menudo es compuesta por el propio titiritero. Pero la figura se denomina habitualmente Ditya Gendirpenjalin Chakil, Cengkongpuspanala, y Ditya Klathangmimis.
Debido a la forma de su mandíbula, Chakil no puede escupir, así que cada vez que habla gotea saliva de la boca.
Además de tener una fea cara, Chakil es un personaje malo. Le encanta provocar y probar la paciencia y molestar a la gente con su comportamiento. Entonces cuando logra molestar a alguien, se echa a reír con deleite.
En la historia de la marioneta, Buto Chakil siempre parece bloquear el camino de los caballeros y pandits. Su objetivo es claro: obstruir a la gente de manera que no puedan ver la verdad ni la bondad. Este gigante nunca vence. Siempre termina muriendo apuñalado por su propia daga.